# Шуга, Иван Семёнович
Иван Семёнович Шуга (укр. Іван Семенович Шуга; род. 7 февраля 1977, Ракошино, Закарпатская область) — украинский футболист, игравший на позициях защитника и полузащитника.

## Биография
Родился на Закарпатье, футболом начал заниматься в Ужгороде, первый тренер — Эрнест Кеслер. Затем продолжил учебу во Львовском училище физкультуры. Дебютировал в профессиональном футболе в 1994 году в составе стрыйской «Скалы», выступавшей в первой лиге чемпионата Украины. В следующем сезоне перешел в состав львовского клуба «Скифы-ЛАЗ», в котором отыграл год, после чего вернулся в Стрый. После расформирования «Скалы» выступал за моршинский «Медик», игравший в любительском чемпионате Украины. В 1997 году стал игроком «Газовика» из Комарно, где выступал на протяжении пяти сезонов во второй лиге. Со временем стал в команде одним из основных игроков.
Своей игрой в составе «Газовика» привлёк внимание тренеров кировградской «Звезды», в 2000 году вылетевшей из высшей лиги чемпионата Украины. В 2001 году подписал контракт с кировоградской командой. Своей игрой завоевал доверие тренерского штаба и вскоре стал игроком основного состава, появляясь на поле в большинстве матчей. В 2003 году, в составе команды стал победителем первой лиги чемпионата Украины. Дебютировал в высшем дивизионе 22 июля 2003 года, на 60-й минуте домашнего матча против днепропетровского «Днепра» заменив Романа Евменьева. Вскоре у «Звезды» начались финансовые проблемы и по итогам чемпионата команда заняла последнее, 16-е место в турнирной таблице, вылетев из высшей лиги, в связи с чем игрок был вынужден искать новый клуб. Бывший тренер кировоградцев, Юрий Коваль, возглавил луганскую «Зарю», куда был приглашён ряд бывших игроков «Звезды», в том числе и Шуга. Провёл в составе луганчан один год, после чего вернулся в элитный дивизион чемпионата Украины, подписав контракт с алчевской «Сталью». В течение двух был одним из ключевых игроков в составе «сталеваров», тем не менее в 2007 году «Сталь» вылетела из высшей лиги и Шуга покинул команду. После этого перешёл в мариупольский «Ильичёвец», однако там редко появлялся на поле. Завершил выступления в 2008 году, в ужгородском «Закарпатье». По окончании профессиональной карьеры играл на любительском уровне за ряд коллективов из Львовской области.

### Тренерская карьера
Работал тренером во львовской ДЮФШ «Опир» и в академии львовских «Карпат». В 2020 году возглавил любительский «Николаев», выступавший в чемпионате Львовской области. В сентябре 2020 года стал помощником Виталия Пономарёва в тренерском штабе юношеской команды львовского «Руха». Продолжил сотрудничество с Пономарёвым после его назначения главным тренером «Руха» в 2023 году

## Достижения
- Победитель первой лиги Украины: 2002/03